# Onze-Lieve-Vrouw-van-het-Heilig-Hartkapel (Aalbeek)

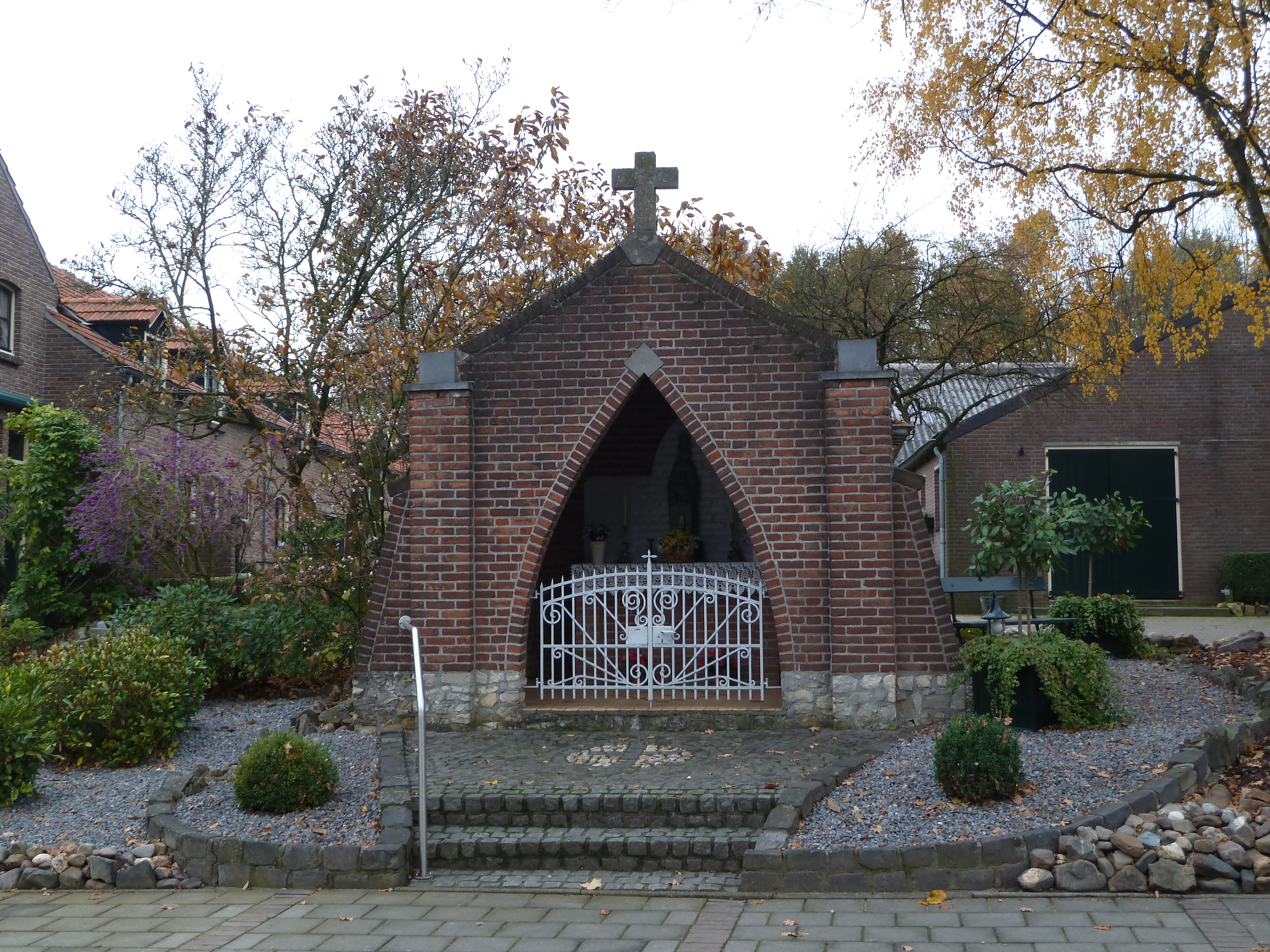
De Onze-Lieve-Vrouw-van-het-Heilig-Hartkapel

De Onze-Lieve-Vrouw-van-het-Heilig-Hartkapel of Kapel van Onze-Lieve-Vrouw van het Heilig Hart is een kapel in Aalbeek in de Nederlands Zuid-Limburgse gemeente Beekdaelen. De kapel staat aan de noordwestkant van Aalbeek aan de Nieuwenhuysstraat tegenover nummer 53 aan de splitsing waar de veldweg Voorste Lange Gats hierop uitkomt. Op ongeveer 400 meter naar het zuidoosten staat in Aalbeek de Mariakapel.
De kapel is gewijd aan Maria, specifiek aan Onbevlekt Hart van Maria.

## Geschiedenis
In 1952 werd op de plek waar jaarlijks met de processie een rustaltaar werd opgesteld door de Jonkheid van Aalbeek een kapel gebouwd.
In 1970 droeg de Jonkheid het beheer van de kapel over aan de in 1964 opgerichte buurtvereniging.

## Bouwwerk
De open bakstenen kapel staat op een lage verhoging op een rechthoekig plattegrond met een basement van Kunradersteen en wordt gedekt door een verzonken zadeldak met pannen. In de zijgevels is elk een spitsboogvenster met glas-in-lood aangebracht. Op de hoeken van de kapel zijn steunberen aangebracht met daar bovenop kubusvormige natuurstenen blokken, waarbij tegen de steunberen van de frontgevel schuin uitgemetselde steunberen aangebracht zijn. De frontgevel is een topgevel met op de top een stenen kruis. In de frontgevel is de spitsboogvormige toegang aangebracht die wordt afgesloten et een laag ijzeren hekwerk. De sluitstenen van de vensters en de toegangsboog zijn uitgevoerd in natuursteen.
Van binnen is de kapel bekleed met metselwerk. Tegen de achterwand is een massief altaar van bakstenen gemetseld en boven het altaar is een deel van de achterwand wit geschilderd. Op het altaar staat een Mariabeeld van de hand van Jos Hermans. Het beeld toont een zittende Maria met op haar schoot het kindje Jezus.